# Mordelles
Mordelles är en kommun i departementet Ille-et-Vilaine i regionen Bretagne i nordvästra Frankrike. Kommunen ligger i kantonen Mordelles som tillhör arrondissementet Rennes. År 2022 hade Mordelles 7 831 invånare.

## Befolkningsutveckling
Antalet invånare i kommunen Mordelles
Referens:INSEE